# Toshiya
Toshiya（としや、1977年3月31日 - ）は、日本のベーシスト、ミュージシャン。DIR EN GREYのベーシスト。ファッションデザイナー。長野県出身。血液型B型。身長181cm。

## 概略
中学時代はBOØWY等に熱中。  高校の学園祭で行ったバンドを切っ掛けにバンド活動にのめり込み、卒業後進学した専門学校に半年程通学をして後に退学をし、本格的に活動を開始する。GOSICKとPIERROTのローディーを半年あまり勤めた後、1996年に東京でバンド、GOSICKにサポートベーシストとして加入。その後、地元でD+L(サポートギター)のバンド活動を経た後、京、薫、Die、Shinyaの4人が新バンド結成のためにベーシストとして京に勧誘され、その結果関西へ行くことになり、DIR EN GREY結成。1999年1月、DIR EN GREYのベーシストとしてイーストウエスト・ジャパンよりメジャーデビュー。

## 音楽性
- バンドを始めた頃はギターを担当していたが、自分の実力に絶望したため、ベースに転向した。
- 昔はライブ、レコーディング共にピック弾きを好んでいたが、世界進出後は指弾き、スラップ奏法を多用している。スラップに関しては独特のサムピングを使用し、高速フレーズに対応できるようになっている。また、ライブではほとんどベースを縦にしたような特殊な弾き方をする。これは、腰痛をなるべく避けるため。
- デビュー当時から4弦ベースを使っていることが多かったが、現在では5弦ベースを使うことが多い。
- 使用するエフェクターは様々だが、その中でもサンズアンプは欠かせないという。楽曲の多くは、ダウンチューニングで演奏されていることが多い。
- 2009年末から、メインで使用しているベース｢ESP Toshiya custom 00｣、｢ESP Toshiya custom 01｣は、元々、Dragon AshのIKÜZÖNEと話をした際、IKÜZÖNEが使用していたベース、IKÜTÖRONEを使う頻度が減った事を聞き、変形のベースを作りたかったToshiyaは、｢だったら、俺がIKÜTÖRONEを改良したベースを作ってもいいですか?｣と了解を得て出来た物。
- 初めてコピーしたバンドがZIGGYで、初めて購入したベースが戸城憲夫モデルである。
- TAIJIの影響で初期はKILLERのベースを使用していた。
- 好きなバンドはLUNA SEA。特にJを師と仰ぎ、尊敬の念を込め「兄さん」と呼び慕っている。

## 使用機材

### アルバム「GAUZE」
- Killer KB-VULTURE
- Killer KB-STONE BLUE
- Killer KB-EVE
- Fender JAZZ BASS
- EDEN (アンプ)
- EDEN (キャビネット)
- ROCKTRON Multi Valve (マルチエフェクター)
- ROCKTRON パッチメイト

### アルバム「MACABRE」
- Killer KB-Beelze
- Killer KB-VULTURE JB(ジャズベ) Prototype
- Killer KB-EVE
- FENDER JAZZ BASS
- RIKENBACKER 4001
- Seymour Duncan DJ-225

「MACABRE Tour始使用」
- Ampeg SVT-2PRO
- Ampeg SVT
- Ampeg 810E

### アルバム「鬼葬〜six Ugly」
- Killer-Beelze
- Killer-Beelze 5 strings[ZOMBOID]で使用
- Fender Jazz Bass（全弦1音下げチューニング用）
- Seymour Duncan DP-190（全弦1音半下げチューニング用）

### アルバム「VULGAR」
- ESP RU-DRIVE（全弦1音下げチューニング用）
- Seymour Duncan DP-190（全弦1音半下げチューニング用）
- Killer RD Type 5 Strings （「[ZOMBOID]」で使用(5 Ugly Kingdom Finalライヴ)。「OBSCURE」PVで使用）
- Fender Jazz Bass
- LAKLAND 55-94 Classic（黒）（5弦、4弦のみを1音下げたA、D、A、D、Gチューニング。「[OBSCURE]」で使用）
- MUSIC MAN STING RAY（スタジオ用）
- Edwards E-FV-103B（2003年末ライヴ アンコールで使用）

「Tour VULGAR[ism]」始使用
- ESP Toshiya Prototypeモデル（全弦1音半下げチューニング用。「朔-saku-」PVで使用）
- ESP RU-DRIVE（黒）（全弦1音下げチューニング用）

### アルバム「Withering to death.」
- ESP RU-DRIVE White（ドロップC#チューニング用）
- ESP RU-DRIVE White（全弦1音下げチューニング用）
- ESP RU-DRIVE（黒）（全弦1音下げチューニング用）
- LAKLAND 55-94 Classic(sliver)（5弦、4弦のみを1音下げたA、D、A、D、Gチューニング。「[OBSCURE]」で使用）
- LAKLAND 55-94 Classic（黒）（5弦からC♯、G♯、C♯、F♯、Hi-Bチューニング。「孤独に死す、故に孤独。」で使用）
- Sadowsky NYC 5 Strings J Bass（レコーディング用）

### アルバム「THE MARROW OF A BONE」
- ESP RU-DRIVE Silver Burst（ドロップC#チューニング用）
- ESP RU-DRIVE 3 Tone Sun Burst（全弦1音下げチューニング用）
- ESP RU-DRIVE White（レギュラーチューニング用
- LAKLAND 55-94 Classic(sliver)（5弦、4弦のみを1音下げたA、D、A、D、Gチューニング。「OBSCURE」で使用）
- LAKLAND 55-94 Classic（黒）（5弦からC♯、G♯、C♯、F♯、Hi-Bチューニング。「孤独に死す、故に孤独。」で使用）
- Sadowsky NYC 5 Strings J Bass（レコーディング用）

### アルバム「UROBOROS」
- ESP RU-DRIVE Silver Burst（ドロップC#チューニング用）
- ESP RU-DRIVE 3 Tone Sun Burst（全弦1音下げチューニング用）
- ESP RU-DRIVE White（レギュラーチューニング用）
- ESP HALIBUT-ASH（5弦、4弦のみを1音下げたA、D、A、D、Gチューニング。ナットを牛骨仕様に変更している。「OBSCURE」で使用）
- ESP HALIBUT-ASH（5弦からC♯、G♯、C♯、F♯、Hi-Bチューニング。「孤独に死す、故に孤独。」「STUCK MAN」「冷血なりせば」で使用）
- Sadowsky NYC 5 Strings J Bass（レコーディング用）
- LAKLAND classic 55-94
- Morris MRB-1 (Acoustic Bass)
- Ampeg SVT-2PRO（アンプ）
- Ampeg SVT（アンプ）
- Ampeg SVT（アンプ）
- FUMAN PL PLUS J（パワー・サプライ）
- mt'LAB（スプリット・ボックス）
- mt'LAB（ライン・セレクター）
- ROCKTRON Multi Valve（マルチエフェクター）
- ROCKTRON パッチメイト
- TECH 21 SANSAMP BASS DRIVER（オーバードライヴ&プリアンプ）
- EBS UNICHORS

### ライヴ「UROBOROS -with the proof in the name of living...」
- ESP Toshiya custom 00（5弦からC♯、G♯、C♯、F♯、Hi-Bチューニング）
- ESP Toshiya custom 01（5弦からC♯、G♯、C♯、F♯、Hi-Bチューニング）
- ESP HALIBUT-ASH（5弦からA♯、G♯、C♯、F♯、Hi-Bチューニング。「激しさと、この胸の中で絡み付いた灼熱の闇」「残」で使用）
- ESP HALIBUT-ASH（5弦、4弦のみを1音下げたA、D、A、D、Gチューニング。ナットを牛骨仕様に変更している。「OBSCURE」「Deity」で使用）